# Nockhöfe
Die Nockhöfe sind eine Ortslage im Tiroler Inntal und Ortsteil der Gemeinde Mutters im Bezirk Innsbruck-Land.

## Geographie
Die Nockhöfe befinden sich 7½ Kilometer südwestlich des Innsbrucker Stadtzentrums, 2 Kilometer westlich oberhalb des Gemeindehauptortes Mutters. Sie liegen oberhalb des Südwestlichen Mittelgebirges und dem Eingang des Wipptals auf um die 1200 m ü. A. Höhe an der Schulter der Saile (Nockspitze) (2404 m ü. A.).
Zur Ortslage gehören etwa 10 Gebäude  (Adressen Nockhofweg). Die beiden alten Höfe sind der Untere Nockhof (ca. 1160 m ü. A.) und der Obere Nockhof (heute Almgasthaus, ca. 1260 m ü. A.).
Die Häuser sind über den Nockhofweg und die Muttereralmbahn (nur bergauf) vom Mutters her erreichbar, auf Forst- und Wanderweg auch von Neu-Götzens.
| Neu-Götzens (Gem. Götzens) |                                             | Mutters     |
|                            | Kompassrose, die auf Nachbargemeinden zeigt |             |
| Mutterer Alm               | Raitiser Alm                                | Scheipenhof |

## Geschichte, Infrastruktur und Sehenswürdigkeiten

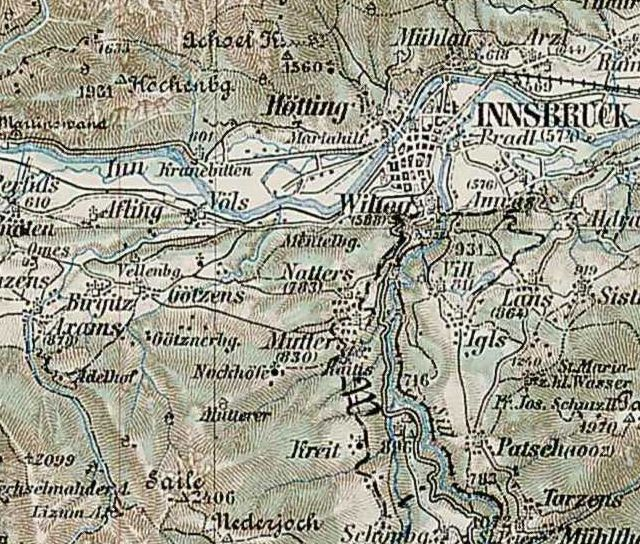
Nockhöfe (Franzisco-Josephinische Landesaufnahme, Blatt 29–47 Innsbruck, um 1900 – Ausschnitt): rechte untere Bildmitte, Kapelle

Die Nockhöfe heißen wohl nach der Nockspitze (heute meist Saile) – Nock ist ein alter Bergname, der hierorts für Felsgipfel steht. Sie werden schon auf der Anich-Karten von 1765 und 1774, dem Atlas Tyrolensis, als Nocke geführt, und gelten von alters her als eigener Ortsteil.
Ursprünglich befanden sich hier drei Höfe,
oberhalb lagen noch der Siltenschmied und zum Weiten Tal des Mühlbachs hin die Inethöfe, die es heute nicht mehr gibt.
Die Höfe waren schon in den 1840ern wegen ihrer Heilquelle als Erholungsort beliebt, und boten „mäßige Unterkunft“, aber ein „heilsames Bad der Bergeslüfte und Kräuterfülle“ und „labende Aussicht“. Aus der zweiten Hälfte des 19. Jahrhunderts stammt auch die denkmalgeschützte Obere Nockhofkapelle.
1953 wurde dann die Muttereralmbahn über die Nockhöfe zur Mutterer Alm errichtet (Neuerrichtung 2006). Heute ist der Untere Nockhof noch bewirtschaftet, der Obere Nockhof ein Almgasthof, die anderen Häuser sind Ferienhäuser.